# Zagrad (gmina Škocjan)
Zagrad – wieś w Słowenii, w gminie Škocjan. W 2018 roku liczyła 87 mieszkańców.